# Primera Liga de Croacia 2021-22
La temporada 2021-22 es la trigésima primera edición de la Primera Liga de Croacia, desde su establecimiento en 1992. El torneo se inició el 16 de julio de 2021 y finalizará en mayo de 2022. El Dinamo Zagreb defendió su título de campeón, tras conseguir su vigésimo tercer campeonato.

## Ascensos y descensos
Un total de 10 equipos disputaron el campeonato, el NK Varaždin descendió la temporada anterior, siendo reemplazado para este torneo por el campeón de la Segunda Liga, el Hrvatski Dragovoljac.
| Pos. | Descendidos de la Primera Liga de Croacia 2020-21 |
| ---- | ------------------------------------------------- |
| 10.º | NK Varaždin                                       |

| Pos. | Ascendidos de la Segunda Liga de Croacia 2020-21 |
| ---- | ------------------------------------------------ |
| 1.º  | Hrvatski Dragovoljac                             |

## Participantes
| Club          | Ciudad        | Estadio                 |
| ------------- | ------------- | ----------------------- |
| Dinamo Zagreb | Zagreb        | Stadion Maksimir        |
| Hajduk Split  | Split         | Stadion Poljud          |
| HNK Šibenik   | Šibenik       | Stadion Šubićevac       |
| Istra 1961    | Pula          | Stadion Aldo Drosina    |
| NK Lokomotiva | Zagreb        | Stadion Kranjčevićeva   |
| HNK Gorica    | Velika Gorica | Stadion Radnik          |
| NK Osijek     | Osijek        | Stadion Gradski vrt     |
| HNK Rijeka    | Rijeka        | Stadion Rujevica        |
| Slaven Belupo | Koprivnica    | Stadion Ivan Kušek Apaš |

### Equipación
| Club              | Técnico              | Capitán             | Equipación |
| ----------------- | -------------------- | ------------------- | ---------- |
| Dinamo Zagreb     | Damir Krznar         | Arijan Ademi        | Adidas     |
| HNK Gorica        | Siniša Oreščanin     | Aleksandar Jovičić  | FCG        |
| HNK Hajduk Split  | Paolo Tramezzani     | Lovre Kalinić       | Macron     |
| Istra 1961        | Danijel Jumić        | Slavko Blagojević   | Kelme      |
| Lokomotiva Zagreb | Samir Toplak         | Josip Pivarić       | Adidas     |
| NK Osijek         | Nenad Bjelica        | Mile Škorić         | 2Rule      |
| HNK Rijeka        | Goran Tomić          | Franko Andrijašević | Joma       |
| Slaven Belupo     | Tomislav Stipić      | Goran Paracki       | Adidas     |
| HNK Šibenik       | Sergio Escobar Cabus | Marko Bulat         | Jako       |

## Clasificación
| Pos. | Equipo                   | Pts. | PJ | G  | E  | P  | GF | GC | Dif. | Clasificación o descenso                                          |
| ---- | ------------------------ | ---- | -- | -- | -- | -- | -- | -- | ---- | ----------------------------------------------------------------- |
| 1    | Dinamo Zagreb (C)        | 79   | 36 | 24 | 7  | 5  | 68 | 22 | +46  | Segunda fase clasificatoria de la Liga de Campeones 2022-23       |
| 2    | Hajduk Split             | 72   | 36 | 21 | 9  | 6  | 64 | 31 | +33  | Tercera fase clasificatoria de la Liga Europa Conferencia 2022-23 |
| 3    | Osijek                   | 69   | 36 | 19 | 12 | 5  | 49 | 29 | +20  | Segunda fase clasificatoria de la Liga Europa Conferencia 2022-23 |
| 4    | Rijeka                   | 65   | 36 | 20 | 5  | 11 | 71 | 51 | +20  | Segunda fase clasificatoria de la Liga Europa Conferencia 2022-23 |
| 5    | Lokomotiva               | 49   | 36 | 12 | 13 | 11 | 55 | 50 | +5   |                                                                   |
| 6    | Gorica                   | 45   | 36 | 12 | 9  | 15 | 43 | 50 | −7   |                                                                   |
| 7    | Slaven Belupo            | 36   | 36 | 9  | 9  | 18 | 35 | 54 | −19  |                                                                   |
| 8    | Šibenik                  | 32   | 36 | 9  | 5  | 22 | 46 | 75 | −29  |                                                                   |
| 9    | Istra 1961               | 31   | 36 | 7  | 10 | 19 | 42 | 67 | −25  |                                                                   |
| 10   | Hrvatski Dragovoljac (D) | 19   | 36 | 4  | 7  | 25 | 31 | 75 | −44  | Descendido a la Segunda Liga de Croacia                           |

 Fuente: PrvaHNL.hr
Criterios de clasificación: 1) Puntos; 2) Puntos directos entre los equipos empatados; 3) Diferencia de gol entre los equipos empatados; 4) Goles anotados entre los equipos empatados (en casa si ambos equipos están empatados); 5) Diferencia de gol; 6) Goles marcados; 7) Play-off
(Nota: Los criterios 2-4 y 7 solo se utilizan para decidir al campeón, los equipos clasificados a competición internacional o equipos en el descenso y en ese caso el criterio 6 no se utilizará).

## Goleadores
- Actualización final 21 de mayo de 2022
| Rank | Jugador          | Club              | Goles |
| ---- | ---------------- | ----------------- | ----- |
| 1    | Marko Livaja     | Hajduk Split      | 28    |
| 2    | Josip Drmić      | HNK Rijeka        | 21    |
| 3    | Dion Drena Beljo | NK Istra 1961     | 15    |
| 4    | Mislav Oršić     | Dinamo Zagreb     | 14    |
| 5    | Marko Dabro      | Lokomotiva Zagreb | 13    |
| 6    | Robert Murić     | HNK Rijeka        | 11    |
| 7    | Marin Jakoliš    | HNK Šibenik       | 10    |
| 7    | Ivan Krstanović  | NK Slaven Belupo  | 10    |
| 7    | Sandro Kulenović | Lokomotiva Zagreb | 10    |
| 7    | Haris Vučkić     | HNK Rijeka        | 10    |
| 7    | Ivan Delić       | HNK Šibenik       | 10    |